# Decameró
|  | Aquest article tracta sobre l'obra literària de Giovanni Boccaccio. Si cerqueu la pel·lícula de Pasolini, vegeu «El Decameró». |

El Decameró (en italià: Decameron, Decamerone; paraula composta a partir del grec δέκα 'deu' i ἡμέρα 'dia') és una obra magna de la literatura medieval europea. Escrita en toscà per Giovanni Boccaccio durant els anys 1350 i 1353, consta de cent contes i novel·les breus que s'expliquen deu joves durant deu dies.
Boccaccio tenia una formació i bagatge vastíssims. Sovint sota el que pareix un senzill argument d'embolics i trifurques, s'hi amaga tota una segona dimensió filosòfica i erudita. Es compleix a la perfecció, doncs, el principi de qualsevol exemplum moralitzador, el d'instruir tot divertint. «El fet que la narració contingui una àmplia varietat temàtica, des de l'amor, el sexe i l'atzar fins a la tristesa, fa que la lectura del 'Decameró' esdevingui ben entretinguda.»
La influència d'aquesta obra és immensa. Tant per la seva qualitat intrínseca, en el contingut, però també en la forma, en l'estil elegantíssim de Boccaccio, com per la fonda petja que ha deixat en obres posteriors. Ha influenciat escriptors de Joanot Martorell a Jean de La Fontaine, de Matteo Bandello a Miguel de Cervantes i és un gran clàssic de la literatura.

## Argument

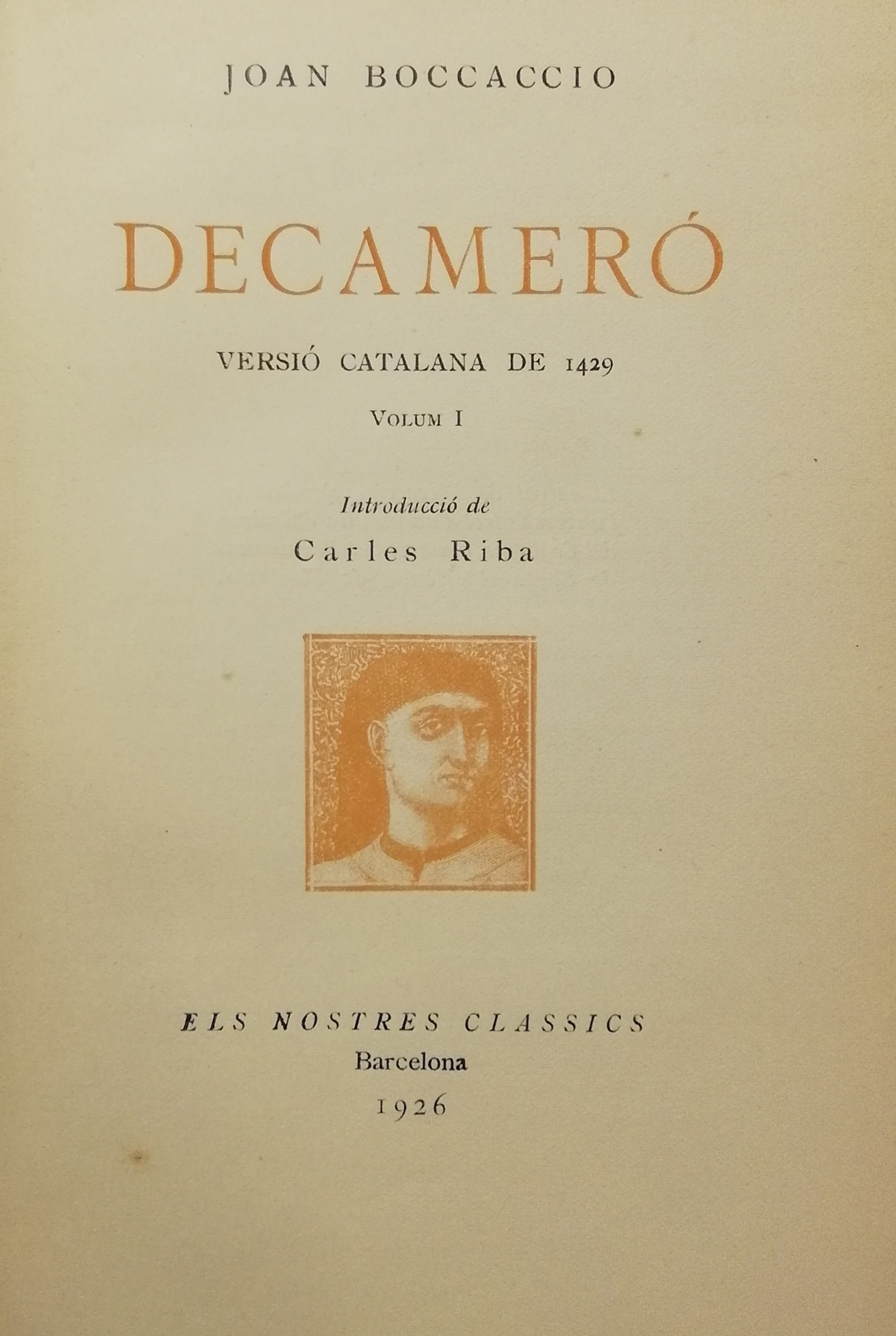
Versió catalana de l'any 1429 del Decameró de Giovanni Boccaccio. Aquesta traducció es va acabar d'escriure a Sant Cugat del Vallès el 5 d'abril de 1429. Es va reeditar a Barcelona l'any 1926

Durant la pandèmia de la pesta negra de 1348 a Florència, Boccaccio imagina que set noies i tres joves fugen de la ciutat per tancar-se dins una vil·la. Allí es dediquen exclusivament a l'oci, despreocupats i sense prejudicis, menjant, cantant, dansant i, en especial, contant-se històries tots plegats. La història marc és tan sols l'excusa per fer l'inventari d'exempla al més pur estil medieval, si bé amb una sensibilitat pròpia de l'humanisme naixent, del qual Boccaccio és un precursor. Les històries són el vertader nucli de l'obra.
La temàtica és rica: de viatges, de separacions i retrobaments, d'estirabots burlescos, d'amors ideals que acaben tràgicament, d'amors molt més terrenals que acaben feliçment amb la consumació de la passió carnal, de mentides i escarnis a les institucions religioses… S'hi repeteixen en tots abundants tòpics i es mostren algunes concepcions filosòfiques i literàries de l'època, el xoc entre la nova sensibilitat humanista i l'arrelat dogmatisme teològic.

### Les jornades
A cada jornada hi ha un rei que marca el tema dels contes del dia. Les set noies i els tres macips que s'expliquen les cent històries són: 
- Pampinea: és la més gran de la brigata, amb vint-i-set anys. Reina el primer dia. Pren sempre la iniciativa.
- Filomena: reina el segon dia. És optimista i vital.
- Neifile: reina el tercer dia. Destaca per la seva bellesa.
- Filostrato: un dels nois. Regna durant la quarta jornada. És profundament malenconiós.
- Fiammetta: reina el cinquè dia. Hi ha qui hi veu el retrat d'una dona real, Maria d'Aquino. Intel·ligent, bella i decidida, segons alguns estudiosos és una figura que es repeteix en Boccaccio i que equivaldria a la Beatrice de Dante o la Laura de Petrarca.
- Elissa: reina la sisena jornada. Assenyada i prudent, d'una dignitat no exempta d'aristocràcia. Malgrat tot, considera que la dona necessita estar sota les regnes d'un home per tal d'obrar correctament.
- Dioneò: rei la setena jornada, resulta un personatge força transgressor. No s'adapta mai al tema de cada jornada sinó que explica una història lliurement, sense relació amb les precedents i les que segueixen. Demostra no guiar-se per les convencions corteses tan arrelades en els altres.
- Lauretta: paradigma de justícia i submissió femenina a l'home, regna durant el vuitè dia.
- Emilia: reina la novena jornada, és altament narcisista. Dona senyals d'un cert egocentrisme i té una peculiar relació amb Dioneò, tan sols insinuada per l'autor.
- Panfilo: el darrer regnat, el del desè dia, recau sobre seu. El seu nom en grec significa «el que ho estima tot», i efectivament dona senyals d'un gran amor apassionat per l'amor. Les seves històries acostumen a tenir un marcat missatge i es presten a múltiples interpretacions.

### Els temes
1. Els contes preferits de cada personatge
2. Personatges perseguits però que acaben assolint la felicitat
3. Contes centrats a obtenir allò estimat amb esforç
4. Amors desgraciats
5. Històries marcades per l'atzar
6. Personatges que eviten un perill
7. Dones que actuen contra o a favor dels seus marits
8. Relacions personals
9. Tema lliure
10. Grans proeses

## Traduccions
El Decameró de Boccaccio es va ser traduît al català una primera vegada l'any 1429 a Sant Cugat del Vallès. Es va reeditar amb una introducció de Carles Riba i Bracons a Barcelona l'any 1926. Com diu Francesc Vallverdú «el manuscrit del segle xv respon a la mentalitat traductorial de l’època: més que una traducció tal com l’entenem avui, consistia quasi sempre en una veritable reelaboració del text, un anostrament molt deliberat» que correspons a les normes de traducció d'avui.
El 2018 es va publicar la primera edició en català modern, obre pòstuma de Maria Aurèlia Capmany (1918-1991) a l'ocasió del centenari de Capmany. Era probablement un encàrrec de Salvador Espriu i data probablement del 1967. Capmany va acabar el treball devers 1968, però l'editorial Llibres de Sinera va tancar el mateix any i l'obra va quedar als calaixos. El 1983 l’editorial Laia va decidir de publicar-la. Capmany va revisar el seu text però l'editorial no el va publicar quan es van adonar que Francesc Vallverdú ja tenia l’encàrrec de traduir-lo per a Edicions 62, que la va publicar el 1984.

## Versions
La versió més coneguda va ser el film de Pier Paolo Pasolini El Decameró de 1971. El 2020, el teatre Nacional de Catalunya en va fer una versió teatral.

## Galeria d'imatges

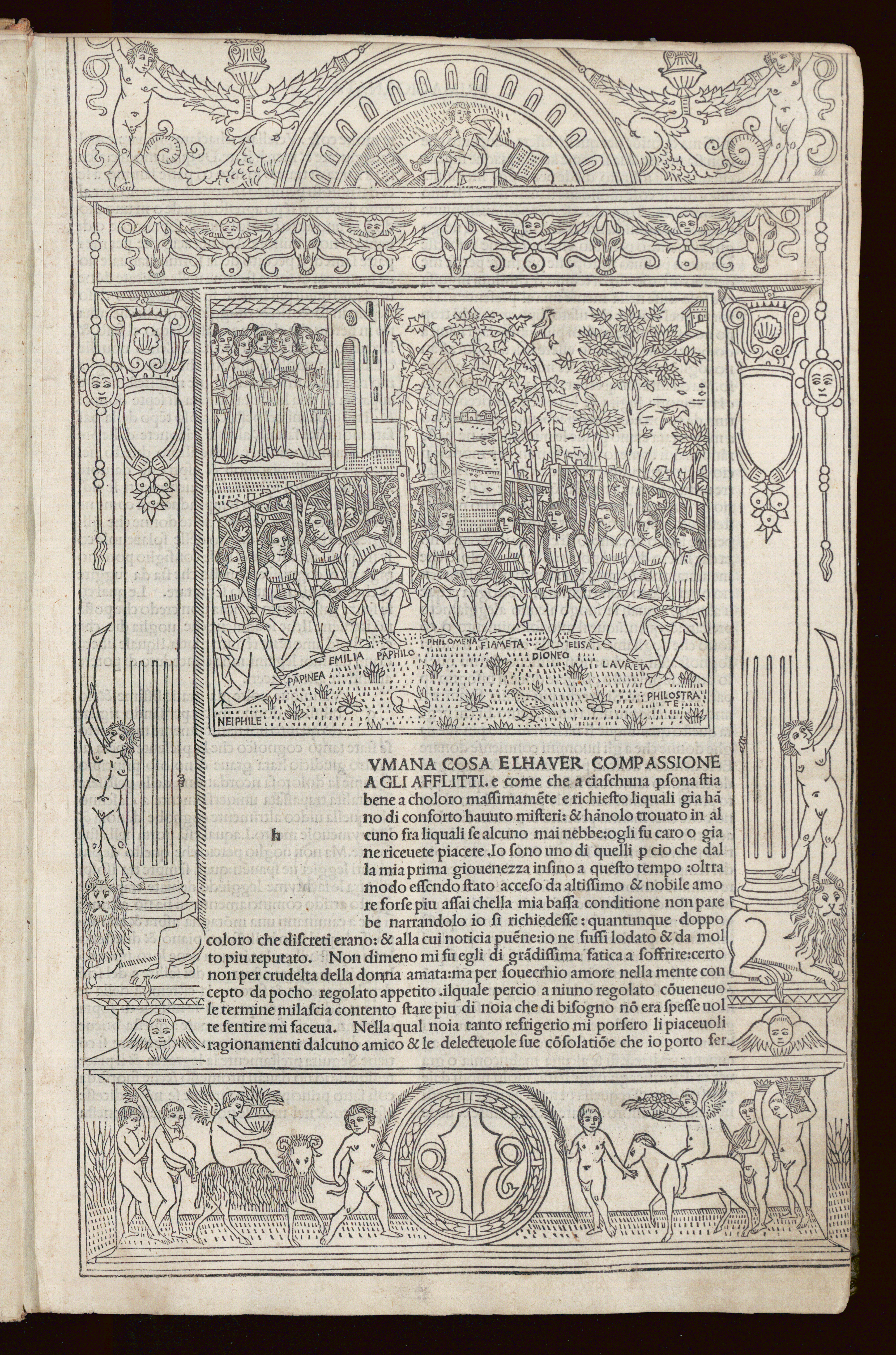
Decameron, 1492
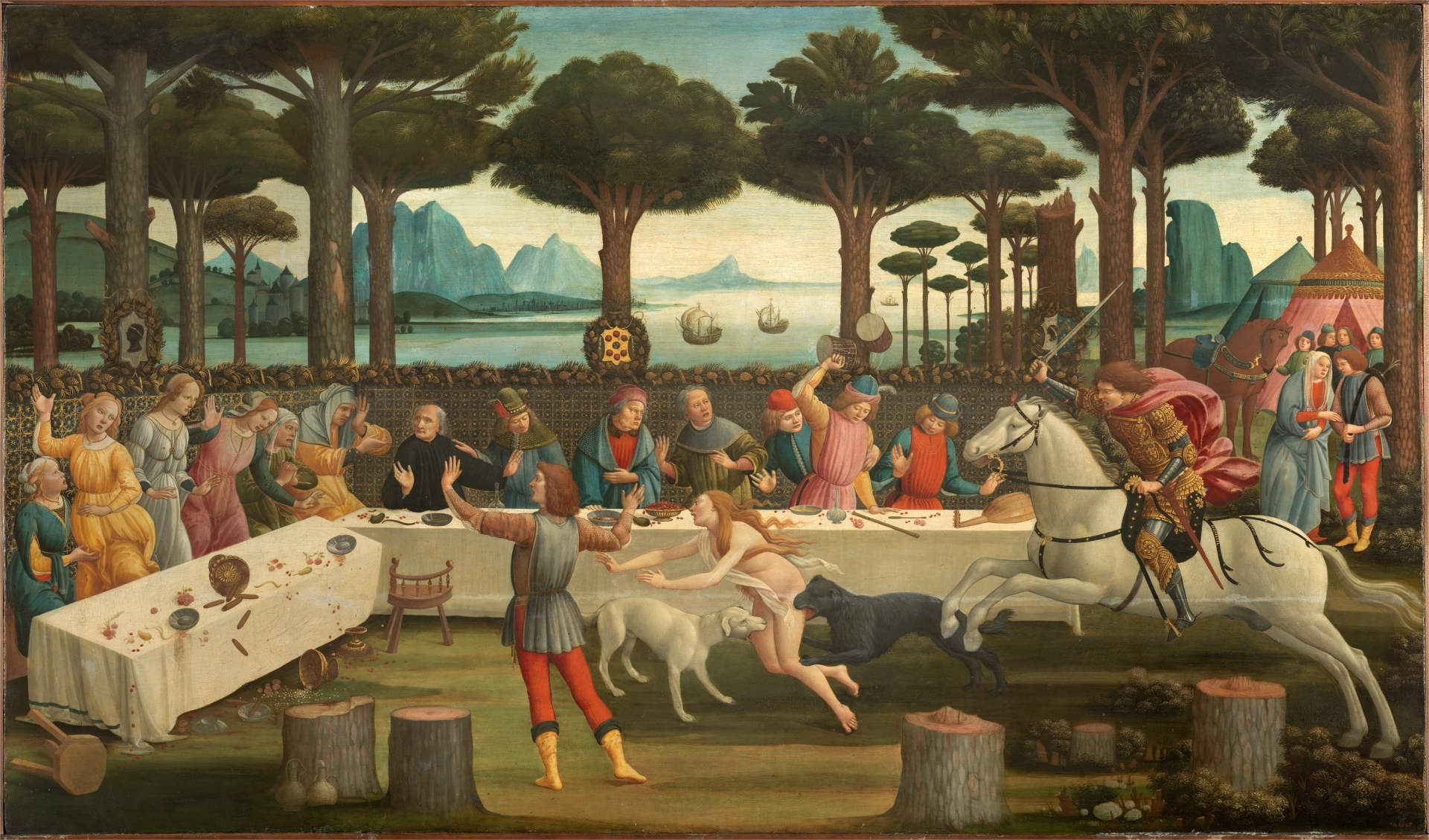
Decameron, Nastagio dels Onesti, pintura de Sandro Botticelli de 1487